# Vladimir Hernández (periodista)
Vladimir Hernández (Culiacán, 24 de junio de 1944 - Ciudad de México, 6 de julio de 1994) fue un periodista, difusor cultural y locutor mexicano especialista en rock de México y ritmos afines. Fue fundador y director de la revista pionera en la difusión del rock mexicano Banda rockera.

## Trayectoria
Hernández estudió periodismo en los años 60 y se dedicó a la cobertura de espectáculos, laborando en la revista Cine Avance, de la que llegó a ser director. En 1974 participó en la fundación de la revista musical Conecte, en la que permaneció hasta 1985 con una sección dedicada al rock en español.
Decidido a promover el rock producido en México en español y ante la carencia de un medio especializado en esa materia, en ese año fundó la revista y el fanzine Banda rockera, una publicación pionera que dio espacio en sus páginas desde los artistas y grupos más populares y difundidas como aquellos más underground y contraculturales y que significaría un espacio importante de difusión. Condujo junto a Salvador Ruiz Ibarra "Chava Rock" y Óscar Ramírez "Rolly Oscar" el programa Desde la redacción en Estéreo Joven —hoy Reactor—, estación de radio pública del Instituto Mexicano de la Radio. Dado el ambiente de represión y censura ejercido desde el gobierno de México que consideraba al rock y a las manifestaciones juveniles y conciertos como peligrosos, dicho programa fue uno de los escasos espacios en la radio en permitir las más diversas manifestaciones emergentes del rock en México incluyendo el metal, el gótico y el rock urbano; para algunos ritmos de la época como el punk, especialmente el producido en la periferia capitalina, fue un espacio de gran relevancia. El concepto planteado por Hernández se articulaba en el puesto de Banda rockera en el Tianguis Cultural del Chopo, en donde los grupos podían entregar directamente a la revista sus demos y producciones para ser reseñados y propagandas de conciertos para ser difundidos.
Hernández murió en 1994. Fue llamado por Carlos Monsiváis "el mas adecuado Virgilio en este viaje al mundo de las imágenes y letras estridentes".